# Дюбенди
Дюбенди (азерб. Dübəndi) — азербайджанский посёлок — порт на Каспийском море. Расположен в 35 километрах к северо-востоку от Баку. Населённый пункт защищён от сильных ветров и волн островом Пираллахи.

## Экономика
На территории посёлка располагается нефтяной терминал, который имеет систему нефтепроводов, соединённых с нефтеперерабатывающими заводами Баку и железную дорогу с прямым доступом к магистральной железной дороге на Грузию. 
Ёмкость резервуарного парка под лёгкие нефтяные фракции (бензин, дизельное топливо, лигроин, авиакеросин) составляет 150,000 м³, под тяжелые нефтяные фракции — (нефть, мазут) — также 150,000 м³.
В 2001 году из запасов Дюбенди были переданы 3,2 миллиона тонн нефти Казахстану и Туркменистану.
Действует железная дорога Дюбенди — Зиря — Гюргян — морской порт Зиря.

## Археологические раскопки
В 1988 году на близлежащей территории были проведены археологические раскопки и обнаружены останки древних курганов, представляющие собой группу каменных и каменно-песчаных рядов. Курганы включены в список археологических памятников Азербайджана.